# Судівка (Диканська селищна громада)
Су́дівка —  село в Україні, у Диканській селищній громаді Полтавського району Полтавської області. Населення становить 36 осіб. До 2020 орган місцевого самоврядування — Великорудківська сільська рада.

## Географія
Село Судівка знаходиться на відстані 1 км від сіл Велика Рудка та Веселівка.

## Історія
12 червня 2020 року, відповідно до розпорядження Кабінету Міністрів України № 721-р «Про визначення адміністративних центрів та затвердження територій територіальних громад Полтавської області», село увійшло до складу Диканської селищної громади.
19 липня 2020 року, в результаті адміністративно - територіальної реформи та ліквідації Диканського району, село увійшло до складу новоутвореного Полтавського району.

## Економіка
- Молочно-товарна ферма.